# Heliport Savissivik

i7
i11
i13
Der Heliport Savissivik (ICAO-Code: BGSV) ist ein Hubschrauberlandeplatz in Savissivik im nördlichen Grönland. Da er kein Abfertigungsgebäude besitzt, wird der Heliport auch als Helistop bezeichnet.

## Lage und Ausstattung
Der Heliport liegt im südwestlichen Teil des Dorfs, liegt auf einer Höhe von 24 Fuß und hat eine asphaltierte 30 × 20 m große rechteckige Landefläche.

## Fluggesellschaften und Ziele
Der Heliport wird von Air Greenland bedient, die regelmäßig Flüge zur Thule Air Base anbietet.